# 大衛·海恩斯
大衛·海恩斯（1970年5月9日—2014年9月13日），英國慈善家、人道主義志願工作者，2013年在敘利亞被伊斯蘭國（Islamic State）綁架，2014年被該組織的聖戰士約翰斬首。海恩斯早年曾在利比亞與南蘇丹參與援助工作。2014年3月於敘利亞伊德利卜省，為法國救援機構技術合作與發展援助組織（ACTED）運送救援物資期間，被伊斯蘭國武裝分子綁架。2014年伊斯蘭國將其斬首，並發布實況影片。
英國首相卡梅倫批評這起殺害事件「卑鄙和令人震驚」。英國工黨黨魁文立彬稱「令人噁心的野蠻殺戮」。英國穆斯林社群領袖形容武裝分子「躲在錯誤解讀的伊斯蘭教義背後」，從事「犯罪惡棍」的行為。美國總統歐巴馬向海恩斯家屬與英國人民慰問，並強調與英國「併肩」，誓言將這些恐怖份子「繩之以法」。